# Kamil Witkowski (dziennikarz)
Kamil Witkowski (ur. 1967 w Warszawie) – polski dziennikarz i wydawca.
Absolwent Wydziału Dziennikarstwa i Nauk Politycznych Uniwersytetu Warszawskiego. W latach 1987–1990 zastępca redaktora naczelnego „Pisma Młodej Inteligencji Enigma”, na łamach którego debiutował jako poeta. Od 1990 do 1992 prezes Warszawskiego Klubu Młodej Sztuki. Był też założycielem (1992) i od 1992 do 2001 pierwszym redaktorem naczelnym Magazynu Literackiego, później ukazującego się pod nazwą Magazyn Literacki „Książki”, poświęconego rynkowi wydawniczemu w Polsce.
W 2000 roku powołał do życia wydawnictwo Nowy Świat i został jego prezesem. W tym samym roku opublikował pozycję książkową pt. „Książka w Internecie”.